# OpenDoc

Logo di OpenDoc

OpenDoc è un framework sviluppato da Apple Computer per consentire il collegamento dinamico tra applicazioni e documenti. È ispirato alla tecnologia object linking and embedding (OLE) sviluppata da Microsoft per l'ambiente Windows.
Venne inizialmente creato da Apple Computer nel 1992 dopo una breve collaborazione tra Apple e Microsoft. Inizialmente Microsoft contattò Apple per proporle di aderire alla tecnologia OLE II. Apple analizzò il prototipo e le specifiche di OLE II e inviò a Microsoft le sue proposte di miglioramento. Microsoft non sembrò ad Apple molto ricettiva e quindi questa decise di sviluppare una tecnologia alternativa a OLE, e avviò il progetto che avrebbe portato a OpenDoc.
Inizialmente aveva il nome in codice "Exemplar", poi "Jedi" e in seguito "Amber" che nella release finale divenne OpenDoc. Il team di sviluppo si rese conto che per ottenere un successo nell'adesione dello standard era necessario coalizzarsi con altre società per poter spingere OpenDoc. Crearono il Component Integration Laboratories con IBM e WordPerfect. Nel 1996 lo standard venne adottato dall'Object Management Group.
Kurt Piersol dell'Apple Computer, il disegnatore dell'architettura di OpenDoc si scontrò con Jed Harris (futuro presidente del CILabs) che lo criticò per l'architettura dello standard. Mark Ericson di WordPerfect capo progetto del porting per Windows introdusse una interoperabilità tra OpenDoc e OLE.
OpenDoc venne inizialmente rilasciato per macOS System 7.5 ed era uno standard basato sui documenti e non sulle applicazioni. Alcune applicazioni furono concepite seguendo lo standard OpenDoc come, per esempio, il word processor WAV che è un parziale successo dell'architettura OpenDoc. Venne rilasciato anche Cyberdog un browser creato da Apple e utilizzante l'architettura OpenDoc e anche il software Nisus Writer sviluppato da Nisus integrava OpenDoc al suo interno.
Quando IBM entrò in Taligent, decise di implementare l'architettura OpenDoc in OS/2 Warp 4.
Nonostante allo standard OpenDoc aderissero formalmente centinaia di sviluppatori, nella realtà il suo utilizzo era scarso e i pochi sviluppatori che lo adottavano non riuscirono a collaborare in modo proficuo. Apple intanto perdeva molto denaro e l'arrivo di tecnologie come Java e i JavaBeans rendevano la tecnologia sorpassata. Quando Steve Jobs ritornò in Apple decise di eliminare il progetto OpenDoc e di licenziare l'intero team di sviluppo durante la grande ristrutturazione del 1997.